# Mount Kerckhove de Denterghem
Mount Kerckhove de Denterghem (französisch Mont De Kerckhove de Denterghem) ist ein 2400 m hoher Berg im ostantarktischen Königin-Maud-Land. Er ragt unmittelbar nördlich des Mount Collard in den Belgica Mountains auf.
Teilnehmer der Belgischen Antarktis-Expedition 1957/58 unter Gaston de Gerlache de Gomery (1919–2006) entdeckten ihn. Namensgeber ist Graf Charles de Kerckhove de Denterghem, ein Sponsor der Forschungsreise.